# Gharb-Chrarda-Beni Hssen
Pour les articles homonymes, voir Gharb.
L'ancienne région de Gharb-Chrarda-Beni Hssen (en arabe : الغرب شراردة بني حسين) était une ancienne région marocaine , et l'une des seize régions du Maroc avant le découpage territorial de 2015. 
Elle est fusionnée en 2015 avec l'ancienne région de Rabat-Salé-Zemmour-Zaër (préfectures de Rabat, Salé, Skhirate-Témara et province de Khémisset) pour former la nouvelle région de Rabat-Salé-Kénitra.

## Géographie
Située au nord-ouest du pays, sa superficie était de 8 805 km2 pour une population de 1 859 540 habitants. Son chef-lieu était la ville de Kénitra.
Cette région était composée des provinces suivantes : 
- la province de Kénitra ;
- la province de Sidi Kacem ;
- la province de Sidi Slimane (depuis 2009).

Ces trois provinces regroupent 61 communes rurales et 12 communes urbaines.

### Limites géographiques
L'ancienne région de Gharb-Chrarda-Beni Hssen était limitée au nord par la région de Tanger-Tétouan, au nord-est par la région de Taza-Al Hoceima-Taounate, au sud-est par les régions de Fès-Boulmane et de Meknès-Tafilalet, au sud par la région de Rabat-Salé-Zemmour-Zaër et à l'ouest par l'océan Atlantique.

### Superficie
La région couvrait une superficie totale de 8 805 km2 soit 1,2 % de celle du Maroc ainsi répartis entre ses trois provinces :
- 3 253 km2 pour la province de Kénitra ;
- 4 060 km2 pour la province de Sidi Kacem ;
- 1 492 km2 pour la province de Sidi Slimane.

## Démographie
| 1 625 082                                               | 1 859 540 | 1 927 277 |
| 1994, 2004 : recensement officiel ; 2007 : calculation. |           |           |

### Sport
Au niveau du sport, la région du Gharb a vue la création de son 1er club sportif dans les annèes 1930 dont son équipe de football avait participé en Botola sous l'ère de la LMFA.

Voir : 